# Pepsis

Pepsis heros

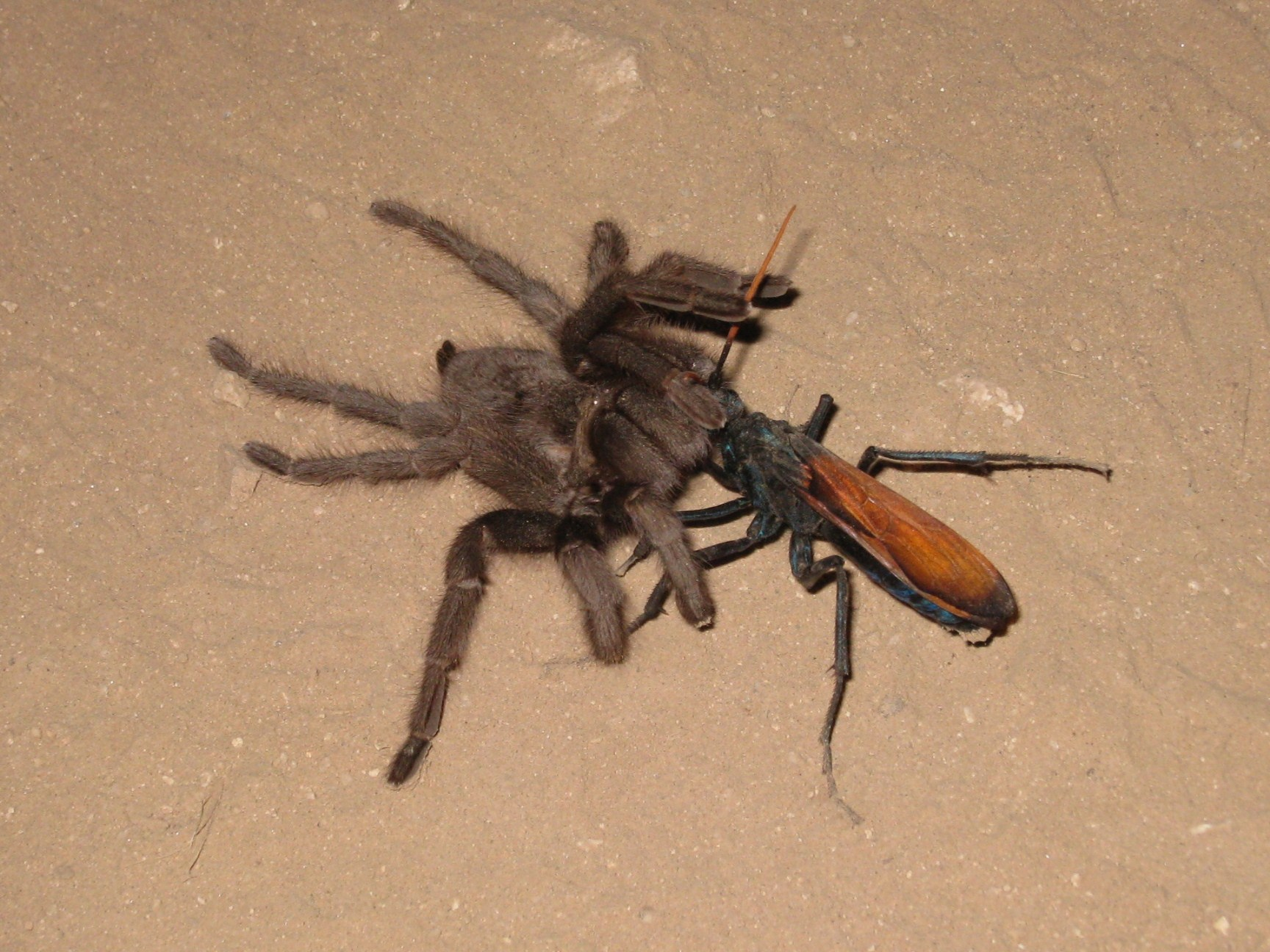
Avispa Pepsis y presa

Pepsis es un género de avispas de las arañas de la familia Pompilidae.
Los miembros de este género son llamados avispas de las tarántulas, porque estas arañas son sus presas. Tienen el cuerpo de color metálico negro azulado. Algunas especies tienen antenas naranja rojizas. Los machos tienen antenas rectas y las hembras, antenas enroscadas.
Se encuentran en el continente americano mientras que los miembros del género relacionado Hemipepsis se encuentran tanto en América como Europa. Prefieren hábitats desérticos y abiertos.

## Especies
El género incluye las siguientes especies:
- Pepsis achterbergi Vardy, 2005
- Pepsis aciculata Taschenberg, 1869
- Pepsis adonta Vardy, 2005
- Pepsis albocincta Smith, 1855
- Pepsis amyntas Mocsáry, 1885
- Pepsis apicata Taschenberg, 1869
- Pepsis aquila Lucas, 1895
- Pepsis assimilis Banks, 1946
- Pepsis asteria Mocsáry, 1894
- Pepsis atalanta Mocsáry, 1885
- Pepsis atripennis Fabricius, 1793, 1804
- Pepsis aurifex Smith, 1855
- Pepsis auriguttata Burmeister, 1872
- Pepsis aurozonata Smith, 1855
- Pepsis australis Saussure, 1868
- Pepsis basalis Mocsáry, 1885
- Pepsis basifusca Lucas, 1895
- Pepsis boharti Vardy, 2005
- Pepsis bonplandi Brèthes, 1914
- Pepsis brevicornis Mocsáry, 1894
- Pepsis brunneicornis Lucas, 1895
- Pepsis caliente Vardy, 2005
- Pepsis caridei Brèthes, 1908
- Pepsis cassandra Mocsáry, 1888
- Pepsis cassiope Mocsáry, 1888
- Pepsis catarinensis Vardy, 2005
- Pepsis chacoana Brèthes, 1908
- Pepsis chiliensis Lepeletier, 1845
- Pepsis chiron Mocsáry, 1885
- Pepsis chrysoptera Burmeister, 1872
- Pepsis chrysothemis Lucas, 1895
- Pepsis cincta (Fabricius, 1793, 1793)
- Pepsis cofanes Banks, 1946
- Pepsis completa Smith, 1855
- Pepsis convexa Lucas, 1895
- Pepsis cooperi Vardy, 2000
- Pepsis crassicornis Mocsáry, 1885
- Pepsis cyanescens Lepeletier, 1845
- Pepsis cybele Banks, 1945
- Pepsis dayi Vardy, 2005
- Pepsis deaurata Mocsáry, 1894
- Pepsis decipiens Lucas, 1895
- Pepsis decorata Perty, 1833
- Pepsis defecta Taschenberg, 1869
- Pepsis dimidiata Fabricius, 1793, 1804
- Pepsis discolor Taschenberg, 1869
- Pepsis ecuadorae Vardy, 2002
- Pepsis egregia Mocsáry, 1885
- Pepsis elevata Fabricius, 1793, 1804
- Pepsis elongata Lepeletier, 1845
- Pepsis equestris Erischson, 1848
- Pepsis esmeralda Vardy, 2005
- Pepsis festiva Fabricius, 1793, 1804
- Pepsis filiola Brèthes, 1914
- Pepsis flavescens Lucas, 1895
- Pepsis flavipennis (Fabricius, 1793, 1793)
- Pepsis formosa Say, 1823
- Pepsis foxi Lucas, 1897
- Pepsis friburgensis Vardy, 2002
- Pepsis frivaldszkyi Mocsáry, 1885
- Pepsis fumipennis Smith, 1855
- Pepsis gracilis Lepeletier, 1845
- Pepsis gracillima Taschenberg, 1869
- Pepsis grossa (Fabricius, 1793, 1798)
- Pepsis helvolicornis Lucas, 1895
- Pepsis heros (Fabricius, 1793, 1798)
- Pepsis hirtiventris Banks, 1946
- Pepsis hyalinipennis Mocsáry, 1885
- Pepsis hymenaea Mocsáry, 1885
- Pepsis hyperion Mocsáry, 1894
- Pepsis ianthina Erichson, 1848
- Pepsis ianthoides Vardy, 2005
- Pepsis inbio Vardy, 2000
- Pepsis inclyta Lepeletier, 1845
- Pepsis infuscata Spinola, 1841
- Pepsis jamaicensis Vardy, 2005
- Pepsis krombeini Vardy, 2005
- Pepsis laetabilis Brèthes, 1908
- Pepsis lampas Lucas, 1895
- Pepsis lepida Mocsáry, 1894
- Pepsis limbata Guerin, 1831
- Pepsis luteicornis Fabricius, 1793, 1804
- Pepsis lycaon Banks, 1945
- Pepsis maeandrina Lucas, 1895
- Pepsis marginata Palisot de Beauvois, 1809
- Pepsis marthae Vardy, 2002
- Pepsis martini Vardy, 2005
- Pepsis menechma Lepeletier, 1845
- Pepsis mexicana Lucas, 1895
- Pepsis mildei Stål, 1857
- Pepsis minarum Brèthes, 1914
- Pepsis montezuma Smith, 1855
- Pepsis multichroma Vardy, 2005
- Pepsis nana Mocsáry, 1885
- Pepsis nanoides Vardy, 2005
- Pepsis nigricans Lucas, 1895
- Pepsis nitida Lepeletier, 1845
- Pepsis onorei Vardy, 2002
- Pepsis optima Smith, 1879
- Pepsis optimatis Smith, 1873
- Pepsis pallidolimbata Lucas, 1895
- Pepsis petitii Guerin, 1831
- Pepsis pilosa Banks, 1946
- Pepsis plutus Erichson, 1848
- Pepsis pretiosa Dahlbom, 1843
- Pepsis pulawskii Vardy, 2002
- Pepsis pulszkyi Mocsáry, 1885
- Pepsis purpurea Smith, 1873
- Pepsis purpureipes Packard, 1869
- Pepsis riopretensis Vardy, 2002
- Pepsis roigi Vardy, 2000
- Pepsis rubra (Drury, 1773)
- Pepsis ruficornis (Fabricius, 1793, 1775)
- Pepsis sabina Mocsáry, 1885
- Pepsis schlinkei Lucas, 1897
- Pepsis seifferti Lucas, 1895
- Pepsis seladonica Dahlbom, 1843
- Pepsis sericans Lepeletier, 1845
- Pepsis smaragdina Dahlbom, 1843
- Pepsis sommeri Dahlbom, 1845
- Pepsis stella Montet, 1921
- Pepsis sumptuosa Smith, 1855
- Pepsis taschenbergi Lucas, 1895
- Pepsis terminata Dahlbom, 1843
- Pepsis thisbe Lucas, 1895
- Pepsis thoreyi Dahlbom, 1845
- Pepsis tolteca Lucas, 1895
- Pepsis toppini Turner, 1915
- Pepsis tricuspidata Gribodo, 1894
- Pepsis varipennis Lepeletier, 1845
- Pepsis vinipennis Packard, 1869
- Pepsis viridis Lepeletier, 1845
- Pepsis viridisetosa Spinola, 1841
- Pepsis vitripennis Smith, 1855
- Pepsis wahisi Vardy, 2005
- Pepsis xanthocera Dahlbom, 1843
- Pepsis yucatani Vardy, 2002